# Плацебо хирургија
Плацебо хирургија је псеудонаучна медицинска обмана приликом које се ствара илузија спровођења операције, уз коришћење трикова, лажне крви и животињских делова тела, да би пацијент веровао да је повреда отклоњена и рана спонтано зарасла. Хирург захват изводи над будним пацијентом, без анестезије и инструмената. У ретким случајевима се прави прави рез.
Због коришћења ове методе уместо лекова и других медицинских средстава која би могла да спасу пацијента, могу бити проузроковани беспотребни смртни случајеви. 
Лекари и скептици позитивне резултате лечења овом методом називају Плацебо ефектом, док их у народу зову медицинским феноменом. 

## Процедура
Начин извођења захвата варира, али процедура је обично врло слична. Без употребе инструмената, хирург прислања врхове прстију на кожу пацијента, у пределу оболелог ткива. Уврће део тела који се третира (најчешће регија стомака). Када рука зађе испод уврнуте коже, ствара осећај као да залази испод коже пацијента. Мале количине животињске крви и ткива припремљене унапред користе се да симулирају “вађење” оболелог ткива пацијента. Хирург затим чисти рану и завршава операцију не остављајући видне ожиљке.
Ако је одрађена вешто, овај захват може да завара и пацијента и посматраче.

## Историја
Психичка хирургија је почела да се појављује у Спиритуалистичким заједницама Филипина и Бразила средином 1900-их.  Истраживач из 16. века Álvar Núñez Cabeza de Vaca бележи постојање лика познатог као "Mala Cosa" (Зла ствар), који би се ухватио за особу, кременим ножем правио рез у пределу стомака и извадио делове изнутрица које би потом спалио у ватри. Када би завршио, рез би се спонтано затворио.

### Филипини
На Филипинима, процедура је први пут примећена четрдесетих година прошлог века, када ју је рутински изводио Елеутерио Терте. Терте и његов ученик Тони Агпаоа, који је наиме био у вези са Хришћанском духовном унијом Филипина (Union Espiritista Christiana de Filsipinaѕ), обучили су и друге за овај поступак.
Психичка хирургија је 1959. године доспела у америчку јавност након објављивања романа "Into the Strange Unknown" (Рон Ормонд и Ормонд МакГил). Аутори су праксу назвали „четвородимензионалном хирургијом“ и написали су: „Још увек не знамо шта да мислимо, али имамо снимке који указују да то није дело било каквог нормалног мађионичара, а могло би бити и оно што су Филипинци рекли да је то - чудо Божје које је извео хирург четврте димензије."
1973. године, групна лекара, научника и парапсихолога посетила је Филипинска острва како би проучавали феномене који су изазвали појављивање гнева међу здравственим радницима .
Алекс Орбито, који је у САД-у постао познат због повезаности са глумицом Ширли Маклејн , практиковао је ову врсту "хирургије". Канадска власт је 14. јуна 2005. године ухапсиле Орбита и оптужила га за превару.  20. јануара 2006. године, оптужбе су одбачене, јер се тада чинило мало вероватним да би Орбито био осуђен. 
Ментална хирургија доспела је и у америчке таблоидне наслове у марту 1984. године, када је глумац и забављач Енди Кофман, након што је оболео од једне ретке врсте рака плућа, отпутовао на Филипине на шестонедељни третман психичком хирургијом. "Хирург" Јун Лабо тврдио је да је одстранио велике туморе, а Кофман је изјавио да верује да је излечен. Кофман је умро од последица метастатичког рака плућа, 16. маја 1984.

### Бразил
Порекло праксе у Бразилу је непознато; крајем 1950-их „духовни исцелитељи“ су се појавили у овој земљи. Многи од њих били су повезани са спиритизмом, главним спиритуалистичким покретом у Бразилу, и тврдили су да своје операције изводе као канали за духове преминулих лекара.
Познати бразилски духовни исцељитељ који је рутински практиковао психичку хирургију био је Зе Ариго, који је наводно упућивао канале за лекара Адолфа Фрица, немачког доктора који је умро у Првом светском рату (не постоје докази да је Др. Фриц уопште постојао). За разлику од већине других психичких исцелитеља, који раде голим рукама, Ариго је користио нехируршко сечиво. Други психички исцелитељи који су тврдили да каналишу за Др. Фрица су Едсон Кеироз и Рубенс Фариас. Данас је популарaн (посебно у иностранству) Жоао де Фариа, познат и као Жоао де Деус (де Деус значи "од Бога"), надрилекар који оперише у бразилској држави Гoјас.
"Један сведок је тврдио да је видео како је Жоао де Деус, пред стотинама људи, направио мали рез обичним кухињским ножем на телу једне жене и извадио комад ткива. Тај комад ткива је послат у лабораторије у Бразилији где се испоставило да је то тумор канцера. Други су сведочили како потпуно парализовани људи устају из колица, или како се слепима вратио вид. Жоао обавља операције без употребе стерилних хируршких инструмената, а ниједном се није десило да се са једног пацијента на другог пренела нека зараза. Не користи анестезију, а пацијенти не осећају бол током операције, и готово да нема крварења. Жоао није једини - постоје стотине, ако не и хиљаде менталних хирурга широм света."
Према опису Јошиакија Омуре, чини се да је бразилска ментална хирургија различита од оне која се практикује на Филипинима. Омура скреће пажњу на чињеницу да су у употреби технике које подсећају на Чи Кунг, Шиацу масажу и киропрактичке манипулације. Неким пацијентима је такође убризгана смеђа течност, а наводна мања операција изведена је у око 20% случајева. Док је Ариго обављао своје операције, користио је кухињске ножеве у импровизованим срединама, а Омура извештава да стезање крвних судова и затварање хируршких рана сада врше лиценцирани хирурзи или медицинске сестре.

### Северна Америка
Седамдесетих година прошлог века у Америци појавио се специфичан облик хирургије познат као психичка стоматологија. Вилард Фулер био је најпознатији такав "стоматолог". Говорило се да би Фулер могао изазвати спонтано појављивање зубних пломби, промену сребрних у златне пломбе, исправљање кривих зуба или појављивање нових зуба. Међутим, мађионичари и скептици установили су да ове тврдње не подржавају чврсти докази. Један стоматолог прегледао је неке пацијенте Фулера. У једном случају су се наводно појавиле чудесне златне плочице, за које су испоставило да су трагови од дувана. У другом случају, пацијенткиња која је пријавила ново сребрно пуњење признала је да је заборавила да је пуњење већ ту било.

## Оптужбе о преварама
Лекар Вилијам Нолен истраживао је о менталној хирургији, и у његовој књизи „Лечење: Доктор у потрази за чудом“, открива велики број случајева обмане код овог феномена.
Тони Агпаопа био је познати ментални хирург, више пута ухваћиван у превари.
Сценски мађионичар Џејмс Ранди описује менталну хирургију као употребу мађионичарских трикова. Приликом личног присуства и посматрања ове процедуре на филму уочио је веште покрете руке карактеристичне мађионичарима, за које каже да их просечан посматрач не може лако уочити. Ранди је сам реплицирао једну менталну „операцију“ корисећи управо мађионичарске трикове.
Професионални мађионичар Милборн Кристофер посматрањем је дошао до истих закључака као и Ранди. У шоуу „Мајндфрик“, илузиниста Крис Ејнџел извео и објашњавао стандардну процедуру једне менталне „операције“. Приликом изведбе служио се лажном крвљу, пластичним кесама, као и животињским изнутрицама. 
Ранди описује како „исцелитељи“ заваравају посматраче и третираног. За почетак би уврнули, или пак уштинули део тела који треба да се третира. Потом би гурнули руку изпод уврнуте коже, чиме се „оперисаном“ ствара осећај као да је рука испод површине коже. Унапред би биле припремљене мале количине животињске или лажне крви, животињских изнутрица које би биле на дохват руке исцелитељу. Ова органска материја служила је да симулира извађено, наводно болесно ткиво. За илузију крварења била би истиснута мала количина крви на сунђер. Ако је одрађена вешто, ова процедура може заварати и најобазривије. Иако се већина исцелитеља служила наведеним методама приликом „оперисања“, неки од њих се нису ослањали само на мађионичарске трикове и лажну крв. Познато је да је један бразилски „хирург“ третиранима засецао ткиво нестерилисаним скалпелом како би „повећао“ илузију.
Џон Тејлор написао је да не постоји прави случај за менталну хирургију, јер је обмана врло вероватна у свим операцијама. Сви исцелитељи-хирурзи служили су се мађионичарским триковима да „произведу“ крв, а животињско ткиво или било какви други објекти су служили да увере третираног да је заиста оперисан, што наравно није био случај.

Научник и писац Теренс Хинс описује процедуру овог феномена:
"„Операција“ почиње тако што изгледа као да рука залази у утробу пацијента. Илузија се ствара тако што се гура рука у стомак и формира у песницу, због чега се пацијенту причињава да су прсти унутар стомака. Крв која потом сакрива праве покрете прстију, може се ту наћи на два начина. Прво је лажни палац, који представља навлаку на прави и испуњен је црвеном течношћу. Други начин је да се „хирургу“ дода крв у црвеним балонима сакривеним у лоптицама вате, које му додају „асистенти“. На један од ова два начина се такође додају и остаци ткива, „тумора“ који треба да буде извађен. За крв се може користити црвена боја или животињска крв". 
На суђењу савезне трговачке комисије (Federal Trade Comission) су сведочила два ментална хирурга да извађена органска материја заправо представља животињско ткиво и згруснуту крв.